# Amoturoides
Amoturoides är ett släkte av steklar. Amoturoides ingår i familjen gallglanssteklar.
Kladogram enligt Catalogue of Life:
| Amoturoides | \| \| Amoturoides breviscapus \| \| \| \| \| \| Amoturoides pachymerus \| \| \| \| |
|             | \| \| Amoturoides breviscapus \| \| \| \| \| \| Amoturoides pachymerus \| \| \| \| |
|             | Amoturoides breviscapus                                                            |
|             |                                                                                    |
|             | Amoturoides pachymerus                                                             |
|             |                                                                                    |